# Malachi Martin
Malachi Brendan Martin, né le 23 juillet 1921 à Ballylongford, dans le comté de Kerry (Irlande) et décédé le 27 juillet 1999 à New York, est un ancien prêtre jésuite irlandais. Relevé de ses vœux de religion et quittant l'ordre jésuite il devient écrivain, auteur de fiction. Ses livres ont un grand succès.

## Biographie
Né dans le Comté de Kerry, en Irlande, il étudia à l'université catholique de Louvain, en Belgique. Il y reçut des doctorats en langue sémitique, en archéologie et histoire orientale. Il étudia ensuite à Oxford et à l'université hébraïque de Jérusalem. 
Ordonné prêtre le 15 août 1954, il est professeur à l'institut biblique de Rome de 1958 à 1964, et accomplit certaines missions délicates pour le cardinal Augustin Bea (dont il était le secrétaire privé), et les papes Jean XXIII et Paul VI. Relevé en 1964 par Paul VI de ses vœux de pauvreté et d'obéissance à sa propre demande, il reste cependant prêtre. Déménageant à New York il devient un auteur international connu de romans. Ses essais défendent en général les théories du traditionalisme et intégrisme catholique. 
Il meurt à New York le 27 juillet 1999 à la suite d'une blessure à la tête résultant d'une chute. 

## Thèses et thèmes

### Traditionalisme
D'après Hostage to the Devil et quelques interviews radio, il assista à plusieurs exorcismes. De tendance traditionaliste, il est déçu des orientations données à l'Église catholique par le concile Vatican II. Il mentionne fréquemment Marcel Lefebvre dont il est sympathisant, sans faire partie de son association[réf. nécessaire].

### Secrets de Fatima
Un de ses sujets de prédilection est le Troisième Secret de Fatima, dont il parla longuement dans ses ouvrages. Il rappelle que ce qu'il a de plus effrayant est qu'il est apocalyptique et correspond aux textes eschatologiques des Écritures saintes.

### Jean-PaulIer
Le livre de 1986 de Malachi Martin, Vatican : A Novel, évoque les théories du complot sur la mort de Jean-Paul Ier et est présenté comme une nouvelle fondée sur l'histoire papale récente. Bien qu'officiellement roman de fiction, Martin avance la théorie que ce pape fut assassiné par l'Union soviétique car il souhaitait abandonner la politique complaisante de ses prédécesseurs, Jean XXIII et Paul VI, qui s'accommodaient du communisme, et voulait condamner une nouvelle fois le communisme comme idéologie totalitaire et athée. Martin affirmait que la structure de l'Église était infiltrée depuis des décennies par la maçonnerie, qui obtint des positions d'influence, comme Jean-Marie Villot, à ce moment cardinal secrétaire d'État.

## Ouvrages
Sur les seize ouvrages écrits, certains circulent sur Internet.
- Une vingtaine d'ouvrages sur la paléographie sémitique.
- The Scribal Character of the Dead Sea Scrolls, 1958, deux tomes, publié aux éditions de l'université catholique de Louvain, bibliothèque du Muséon.
- The Pilgrim, sous le pseudonyme de Michael Serafian.
- The Encounter
- Three Popes and the Cardinal
- Jesus Now
- The New Castle
- Hostage to the Devil: The Possession and Exorcism of Five Americans (nonfiction), 1976
- The Final Conclave
- There is Still Love
- Rich Church, Poor Church
- Vatican : Le Trésor de Saint-Pierre, 1986. Fiction.
- The Jesuits: The Society of Jesus and the Betrayal of the Roman Catholic Church (nonfiction), 1988, traduit en français sous le titre Les Jésuites. Retrace l'histoire prodigieuse de cet ordre des origines à nos jours. Le plus intéressant est la critique très violente que l'auteur exerce envers eux. Rappelons qu'il fut lui-même jésuite et abandonna cet ordre avec l'autorisation de Paul VI, pourtant peu suspect de traditionalisme.
- The Keys of This Blood: The Struggle for World Dominion Between Pope John Paul II, Mikhail Gorbachev, and the Capitalist West (nonfiction), 1990
- Der letzte Papst
- Windswept House: A Vatican Novel, 1996
- La Saga des papes : Déclin et chute de l'Église romaine  (ISBN 2911525302) aux Éditions Exergue : Prodigieuse fresque de l'histoire de la papauté, de saint Pierre à Jean-Paul II. Publié originellement sous le titre The Decline and Fall of the Roman Church en 1981.
- La Maison battue par les vents, le roman du Vatican, éd. Saint-Rémi, 2015. Publié initialement en anglais sous le titre Windswept House.